# Verweesd werk
Een verweesd werk is een werk in de zin van het auteursrecht waarvan de rechthebbende onbekend of onvindbaar is. Hierdoor is het niet mogelijk om toestemming te vragen om een werk te mogen gebruiken, en soms is het niet mogelijk om te bepalen of er nog wel auteursrecht op het werk rust.
Het auteursrecht vervalt in de meeste landen 70 jaar na de dood van de maker. Het verweesd zijn van een werk kan dus gedurende vele tientallen jaren aan rechtmatig gebruik in de weg staan. Dat geldt ook voor het gebruik van beschermde prestaties en het recht van naburig rechthebbenden of hun rechtverkrijgenden. Daarbij gaat het dan om uitvoerende kunstenaars, zoals musici en acteurs, film- en fonogrammenproducenten.

## Dilemma in de praktijk
Verweesde werken leveren soms grote problemen op voor organisaties die veel te maken hebben met het gebruik van creatieve werken, zoals bibliotheken, musea, televisie-omroepen, filmmakers, onderwijsinstellingen en ook om archieven en instellingen voor audiovisueel en cinematografisch erfgoed.
Zulke zgn. erfgoed-instellingen kunnen een werk in beginsel niet gebruiken zonder daarvoor toestemming te hebben van de onvindbare of onbekende rechthebbende.

## Omgang met verweesde werken
Om de ontsluiting van verweesde werken in het hedendaagse digitale wereld te vergemakkelijken is er in Europees verband een richtlijn verweesde werken ontwikkeld, die in alle betrokken landen is ingevoerd.
Deze Europese richtlijn biedt erfgoedinstellingen de mogelijkheid om verweesde werken online te publiceren zonder daarvoor toestemming te hebben van de nog onbekende rechthebbende.